# Сары-Камыш (Баткенская область)
Сары-Камыш (кирг. Сары-Камыш) — село в Кадамжайском районе Баткенской области Кыргызстана. Входит в состав айылного аймака Ак-Турпак.

## География
Село расположено в восточной части области, на левом берегу реки Сары-Камыш-Сай, на расстоянии приблизительно 46 километров (по прямой) к западу от города Кадамжай, административного центра района. Абсолютная высота — 1267 метров над уровнем моря.

## Население
Согласно оценочным данным Национального статистического комитета Кыргызской Республики, численность населения села на начало 2023 года составляла 23 человека.
| год     | 2009 | 2014 | 2015 | 2020 | 2021 | 2023 |
| ------- | ---- | ---- | ---- | ---- | ---- | ---- |
| человек | 20   | 13   | 4    | 6    | 6    | 23   |